# Reverend Gary Davis
Reverend Gary Davis, conocido también como Blind Gary Davis (30 de abril de 1896 - 5 de mayo de 1972), fue un predicador y cantante evangélico afrodescendiente de blues y música góspel. Fue uno de los guitarristas más destacados del Ragtime así como uno de los mejores guitarristas de todos los tiempos. Además era un experto en el banjo y la armónica.
Su estilo característico a la hora de tocar la guitarra, conocido como fingerpicking, influyó a infinidad de artistas posteriores, tanto bluesmen como de otros estilos. Entre sus alumnos se encuentran a Stefan Grossman David Bromberg, Steve Katz, Roy Book Binder, Larry Johnson, Nick Katzman, Dave Van Ronk, Rory Block, Ernie Hawkins, Larry Campbell, Bob Weir, Woody Mann y Tom Winslow. Fue mentor de Bob Dylan, los Grateful Dead, Wizz Jones, Jorma Kaukonen, Keb' Mo', Ollabelle, Resurrection Band y John Sebastian (de Lovin' Spoonful) y otros más.

## Biografía
Nacido en Laurens, Carolina del Sur, Davis se quedó ciego a muy corta edad; seducido por la guitarra, desarrolló un estilo de fraseo múltiple producido únicamente con sus dedos pulgar e índice, interpretando tanto música ragtime y blues como melodías tradicionales y originales en armonía a cuatro voces. A mediados de la década de 1920 se trasladó a Durham, Carolina del Norte, uno de los centros de la cultura afroamericana más importantes de aquel periodo; en Durham, Davis colaboró con un número importante de artistas de la escena musical del Piedmont blues, como Blind Boy Fuller y Bull City Red. En 1935, el encargado de una tienda, famoso por ayudar a los artistas locales, presentó a Davis (junto con Fuller y Red) a la compañía discográfica American Record Company, comenzando así la verdadera carrera musical de Davis. En esta época se convirtió al cristianismo; más tarde sería ordenado ministro baptista. Debido a su conversión, y especialmente tras su ordenación, Davis comenzó a interesarse por la música góspel.
En la década de 1940, la escena musical del blues comenzaba a decaer en Durham, por lo que Davis se trasladó a la ciudad de Nueva York. En la década de 1960 empezó a ser conocido como "el cantante callejero de Harlem", siendo "la" persona a la que había que acudir si alguien quería aprender a tocar la guitarra. En su faceta de profesor, Davis fue extremadamente paciente y comprensivo, asegurándose de que sus alumnos aprendieran y adaptaran su forma única de tocar la guitarra. El resurgir del folk en la década de 1960 relanzó su carrera musical, alcanzando su cota más alta en su actuación en el Newport Folk Festival y en la grabación de la canción "Samson & Delilah" por parte del grupo Peter, Paul and Mary; esta canción, también conocida como "If I Had My Way", era originalmente un tema de Blind Willie Johnson que Davis popularizó.

## Discografía
Muchos de los discos de Gary Davis fueron publicados tras la muerte del músico.
- "Little More Faith", Bluesville Records, (1961)
- "Blind Reverend Gary Davis", Bluesville, (1962)
- "Pure Religion", Command, (1964; reeditado en la década de 1970 por Prestige Records)
- "Blind Reverend Gary Davis", Prestige (1964)
- "Singing Reverend", Stimson, (con Sonny Terry)
- "Guitar & Banjo", Prestige, (década de 1970)
- "Ragtime Guitar", Kicking Mule
- "Lo I Be with You Always", Kicking Mule
- "Children of Zion", Kicking Mule
- "Let Us Get Together", Kicking Mule
- "Lord I Wish I Could See", Biograph
- "Reverend Gary Davis", Biograph
- "Pure Religion and Bad Company" (1991, recopilación)
- "The Sun of Our Life", World Arbiter (2002, grabaciones inéditas y sermones de la década de 1950)

### Colectivos
- Philadelphia Folk Festival - 40th Anniversary (1999)

## Material adicional
- Tilling, Robert. Oh, What a Beautiful City! A Tribute To Rev. Gary Davis. Paul Mill Press, 1992.
- Mann, Woody. Ragtime and Gospel, Oak Publications, 2003.